# Пеикришвили, Иван Алексеевич
Иван Алексеевич Пеикришвили (март 1903 года, село Руиспири, Телавский уезд, Тифлисская губерния, Российская империя — 1972 год, село Телави, Грузинская ССР) — первый секретарь Гурджаанского районного комитета ВКП(б), Грузинская ССР. Герой Социалистического Труда (1949).

## Биография
Родился в 1903 году в крестьянской семье в селе Руиспири Телавского уезда. С раннего возраста трудился в сельском хозяйстве. В последующем получил высшее образование. С октября 1925 года проходил службу в Красной Армии, затем работал на различных партийных и хозяйственных должностях в Грузинской ССР. За выдающиеся успехи в сельском хозяйстве и в связи с 25-летием Грузинской ССР был награждён в 1941 году Орденом «Знак Почёта» и за успешное выполнение правительственных заданий в годы Великой Отечественной войны — Орденом Трудового Красного Знамени.
В послевоенные годы — первый секретарь Гурджаанского райкома партии. Занимался развитием сельского хозяйства в районе. В 1948 году своей деятельностью обеспечил перевыполнение в целом по району планового сбора винограда на 19 %. Указом Президиума Верховного Совета СССР от 9 августа 1949 года удостоен звания Героя Социалистического Труда за «получение высоких урожаев винограда в 1948 году» с вручением ордена Ленина и золотой медали «Серп и Молот» (№ 4343).
Этим же указом званием Героя Социалистического Труда были награждены председатель Гурджаанского райисполкома Адам Исакович Чигилашвили, заведующий отделом сельского хозяйства райисполкома Абрам Михайлович Давиташвили и главный районный агроном Михаил Георгиевич Арчевнишвили.
За успешное руководство сельским хозяйством в Гурджаанском районе награждён в 1950 году вторым Орденом Ленина.
В последующие годы — первый секретарь Телавского городского комитета партии. После выхода на пенсию проживал в Телави. Умер в 1972 году.
Награды
- Герой Социалистического Труда
- Орден Ленина — дважды (1949; 25.11.1950)
- Орден «Знак Почёта» (24.02.1941)
- Орден Трудового Красного Знамени (07.01.1944)
- Медаль «За оборону Кавказа» (01.05.1944)